# La scuola più pazza del mondo
La scuola più pazza del mondo (National Lampoon's Senior Trip) è un film del 1995 diretto da Kelly Makin.
Si tratta del film di debutto di Jeremy Renner.

## Trama
Un gruppo di maleducati e sgradevoli studenti affronta l'ultimo anno della scuola superiore Fairmont High, nell'Ohio. La storia inizia con un'assemblea studentesca, nella quale si esibisce una band chiamata "High on Life", derisa da tutto il corpo studentesco. Mentre la band suona sul palco, Mark "Dags" D'Agastino e Reggie Barry decidono di sabotare l'assemblea cambiando genere musicale e facendola finire drasticamente. Dopo un corso di dattilografia, gli studenti saltano la scuola e danno una festa a casa del Preside Moss, che ne viene a conoscenza dal presidente del corpo studentesco Steve Nisser. Per punizione il preside costringe la classe a scrivere una lettera al Presidente degli Stati Uniti, per dirgli cosa c'è di sbagliato nel sistema scolastico.
Il giorno successivo, il Preside Moss, insieme con la nuova insegnante di dattilografia, si accorge della presenza di alcuni furgoni di reti televisive davanti alla scuola e pensa subito al peggio. Scopre, invece, dalla signora Winston che il senatore Lerman vuole incontrare gli studenti dell'ultimo anno. Il senatore, infatti, afferma che la classe è stata invitata a Washington per discutere della lettera, incredibilmente apprezzata dalla Casa Bianca. In realtà, si tratta di un complotto ideato dal corrotto senatore americano per umiliare il Presidente e distruggere il suo progetto sulla scuola.
Durante il viaggio, la classe fa una pausa in un negozio dove Dags e Reggie bloccano il preside Moss in un gabinetto e allagano il minimarket, in modo da poter rubare alcolici dal negozio. Sono seguiti da Travis, un vigile fanatico di Star Trek, che ha rimediato un passaggio da una famiglia asiatica. Mentre sono ancora per strada, il preside Moss finisce in "coma" dopo aver preso le pillole impartitegli da Red, l'autista del bus. A questo punto, gli studenti cominciano a festeggiare e danno un'altra festa, mentre Carla Morgan (Tara Strong) trucca il Preside Moss, ignaro di tutto.
La mattina seguente, il bus è inseguito sia da Travis che dalla polizia. Red muore improvvisamente a causa di un'overdose e l'autobus rischia di finire in un lago. Dag riesce a fermarlo in tempo, ma Travis non è così fortunato. Nella confusione, tuttavia, riesce a scappare.
Arrivati a Washington, il gruppo si sistema in un albergo, poi decidono di fare una foto di classe in un cimitero. Le cose si mettono male quando Miosky spegne la fiamma perpetua di Edgar Hoover con una scoreggia, incendiando la maglia di Travis. Quella notte, in albergo, gli studenti regalano a Miss Milford una scatola di cioccolatini nei quali hanno iniettato della tequila, poi vanno ad una festa in un altro hotel, mentre la signorina Milford seduce il Preside Moss. Nel frattempo Lisa Perkins scopre il complotto del senatore.
La mattina dopo, il senatore Lerman risveglia il preside Moss e Miss Milford che sono scioccati per aver dormito nella stessa stanza. Vanno a svegliare gli studenti per il loro incontro con il Presidente, ma quando aprono la stanza trovano solo Steve Nisser legato ad una sedia. Moss e Milford trovano gli studenti mancanti la mattina successiva, ormai a conoscenza del piano di Lerman. Il senatore rapisce Miosky e lo porta alla Casa Bianca, con gli altri alle calcagna.
Quando arrivano alla Casa Bianca, il senatore insulta gli studenti, ma il preside Moss si schiera inaspettatamente dalla loro parte. Il complotto del senatore viene sventato e gli studenti tornano a casa. Il film termina con la presentazione dei personaggi e della loro carriera futura.

## Personaggi
- Preside Todd Moss: Un irresoluto preside che è costantemente preso di mira dagli studenti, soprattutto da Dags e da Reggie, che fanno di tutto, da fracassare inavvertitamente una bandiera che atterra sulla sua nuova auto ad una festa a casa sua.
- Signorina Tracy Milford: La nuova e sessualmente repressa insegnante di dattilografia, ingenua per quanto riguarda la motivazione e le attività degli studenti.
- Dags and Reggie (Mark D'Agostino and Reggie Barry): due tossicodipendenti svogliati a scuola che sono costantemente tenuti d'occhio dal preside Moss e sono sempre alla ricerca di un modo per divertirsi.
- Virus (Barry Kimmer): Il ragazzo pervertito e appassionato di computer, con una tolleranza all'alcol molto bassa.
- Carla Morgan: La ragazza provocante, attraente, festaiola e promiscua.
- Steve Nisser: Il composto e noioso presidente del corpo studentesco che il preside Moss incarica di controllare Dags e i suoi amici.
- Lisa Perkins: La più intelligente della classe, innamorata di Dags.
- Wanda Baker: La dark riservata e reticente; anima gemella di Reggie.
- Meg Smith: lesbica e sveglia.
- Herbert Jones: Un cinico e politicamente scorretto topo di biblioteca asociale che è sempre vestito di nero ed è un aspirante musicista.
- Miosky: Mangione e amante delle feste, il suo sogno è di poter andare a letto con una ragazza orientale dagli occhi a mandorla e i capelli biondi.
- Red: Il pazzo autista di autobus tossicodipendente.
- Travis Lindsey: L'idiosincratico e solitario amante di Star Trek, il cui obiettivo è "intercettare e annientare il leader Klingon ", cioè Reggie, che lo aveva insultato all'inizio del film.

## Accoglienza

### Incassi
Il film ha incassato negli Stati Uniti 3.686.337 dollari, ovvero il 78% del totale (4.686.937 dollari).

### Critica
National Lampoon's Senior Trip ha ricevuto molte recensioni negative, guadagnando un indice di gradimento dello 0% sul sito "Rotten Tomatoes". Tuttavia, attualmente detiene un grado B su Yahoo! Movies.